# Niccolò Canepa
Pour les articles homonymes, voir Canepa.
Niccolò Canepa, né le 14 mai 1988 à Gênes en Ligurie, est un pilote de vitesse moto  et d'endurance italien. Il est sacré champion du monde d'endurance moto pour la saison 2016-2017.

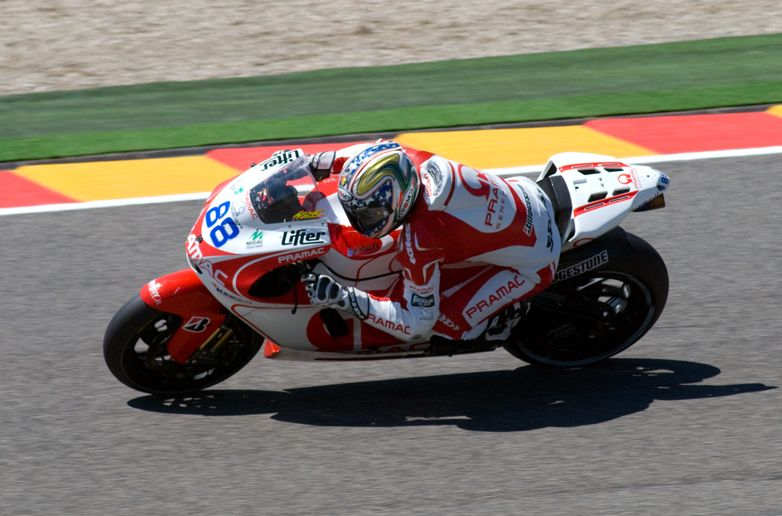
Niccolò Canepa à Mugello en 2009

## Biographie
Niccolò Canepa a remporté le Championnat Superstock 1000 FIM (en) 2007 avec Ducati, et il a passé l'année 2008 pilote essayeur MotoGP et Superbike,. Il a obtenu trois invitations en Superbike en 2008, et il a réussi à se qualifier sur la seconde ligne pour ses débuts à Brno, pour sa première expérience dans le système de la « Superpole. 
Pour la saison 2010 il fait partie de l'équipe Moto2 Scot Racing avec comme coéquipier Alex De Angelis.
En 2016, il signe comme pilote officiel en mondial d'endurance EWC avec le team Yamaha GMT94.» Ils termineront deuxième au classement général de ce championnat.
En 2017, il remporte les 24 heures du Mans Motos et les 8 Heures d'Oschersleben avec David Checa et Mike Di Meglio sur la Yamaha R1 du GMT94 et devient champion du monde FIM EWC.

## Carrière en championnat du monde d'endurance moto

### Statistiques par saison
| Saison  | Moto   | Équipe                          | Courses | Victoires | Podiums | Poles | MT | Pts.  | Pos. |
| ------- | ------ | ------------------------------- | ------- | --------- | ------- | ----- | -- | ----- | ---- |
| 2016    | Yamaha | GMT94 Yamaha                    | 3       | 2         | 2       | 0     | 0  | 87    | 5e   |
| 2016–17 | Yamaha | GMT94 Yamaha                    | 5       | 3         | 3       | 1     | 1  | 146   | 1er  |
| 2017–18 | Yamaha | GMT94 Yamaha                    | 5       | 1         | 3       | 1     | 0  | 158.5 | 2e   |
| 2018–19 | Yamaha | YART (en) - Yamaha              | 5       | 1         | 2       | 1     | 1  | 110.5 | 4e   |
| 2019–20 | Yamaha | YART (en) - Yamaha              | 4       | 2         | 2       | 3     | 0  | 149.5 | 2e   |
| 2021    | Yamaha | YART - Yamaha Official Team EWC | 4       | 0         | 1       | 3     | 1  | 88    | 6e   |
| 2022    | Yamaha | YART - Yamaha Official Team EWC | 4       | 0         | 1       | 2     | 0  | 97    | 6e   |
| 2023    | Yamaha | YART - Yamaha Official Team EWC | 4       | 1         | 2       | 1     | 1  | 181   | 1er  |
| Total   | Total  | Total                           | 34      | 10        | 16      | 12    | 4  | 975.5 |      |

*Saison en cours

### Résultats détaillés
(Les courses en gras indiquent une pole position; les courses en italiques indiquent un meilleur tour en course)
| Saison  | Moto   | 1                    | 2                    | 3                    | 4                    | 5                  | Pos. | Pts.  |
| ------- | ------ | -------------------- | -------------------- | -------------------- | -------------------- | ------------------ | ---- | ----- |
| 2016    | Yamaha | LMS                  | POR Gral:1 Cls:1     | SUZ Gral:14 Cls:14   | OSC Gral:1 Cls:1     |                    | 5e   | 87    |
| 2016–17 | Yamaha | BDO Gral:9 Cls:6     | LMS Gral:1 Cls:1     | OSC Gral:1 Cls:1     | SLR Gral:1 Cls:1     | SUZ Gral:11 Cls:11 | 1er  | 146   |
| 2017–18 | Yamaha | BDO Gral:1 Cls:1     | LMS Gral:10 Cls:7    | SLR Gral:2 Cls:2     | OSC Gral:3 Cls:3     | SUZ Gral:6 Cls:6   | 2e   | 158.5 |
| 2018–19 | Yamaha | BDO Gral:2 Cls:2     | LMS Gral:Ret Cls:Ret | SLR Gral:1 Cls:1     | OSC Gral:Ret Cls:Ret | SUZ Gral:6 Cls:6   | 4e   | 110.5 |
| 2019–20 | Yamaha | BDO Gral:Ret Cls:Ret | SEP Gral:1 Cls:1     | LMS Gral:4 Cls:4     | EST Gral:1 Cls:1     |                    | 2e   | 149.5 |
| 2021    | Yamaha | LMS Gral:Ret Cls:Ret | EST Gral:10 Cls:8    | BDO Gral:Ret Cls:Ret | MOS Gral:2 Cls:2     |                    | 6e   | 88    |
| 2022    | Yamaha | LMS Gral:2 Cls:2     | SPA Gral:Ret Cls:Ret | SUZ Gral:7 Cls:7     | BDO Gral:Ret Cls:Ret |                    | 6e   | 97    |
| 2023    | Yamaha | LMS Gral:2 Cls:2     | SPA Gral:1 Cls:1     | SUZ Gral:22 Cls:18   | BDO Gral:4 Cls:4     |                    | 1er  | 181   |